# Aristofane (nome)
Aristofane  è un nome proprio di persona italiano maschile.

## Origine e diffusione
Deriva dal nome greco Ἀριστοφάνης (Aristophanes), composto da ἄριστος (àristos, "ottimo", "il migliore", presente anche in Aristotele, Aristeo, Aristocle, Aristogitone e Aristide) combinato con φανής (phanès, "apparenza", "aspetto", da φαίνομαι, phainomai, "apparire", da cui anche Epifanio, Teofane e Metrofane), e significa quindi "dalle perfette apparenze", "di aspetto perfetto".

## Onomastico
Il nome è adespota, cioè non esiste alcun santo che lo porti, quindi l'onomastico ricorre il 1º novembre, festa di Tutti i Santi.

## Persone

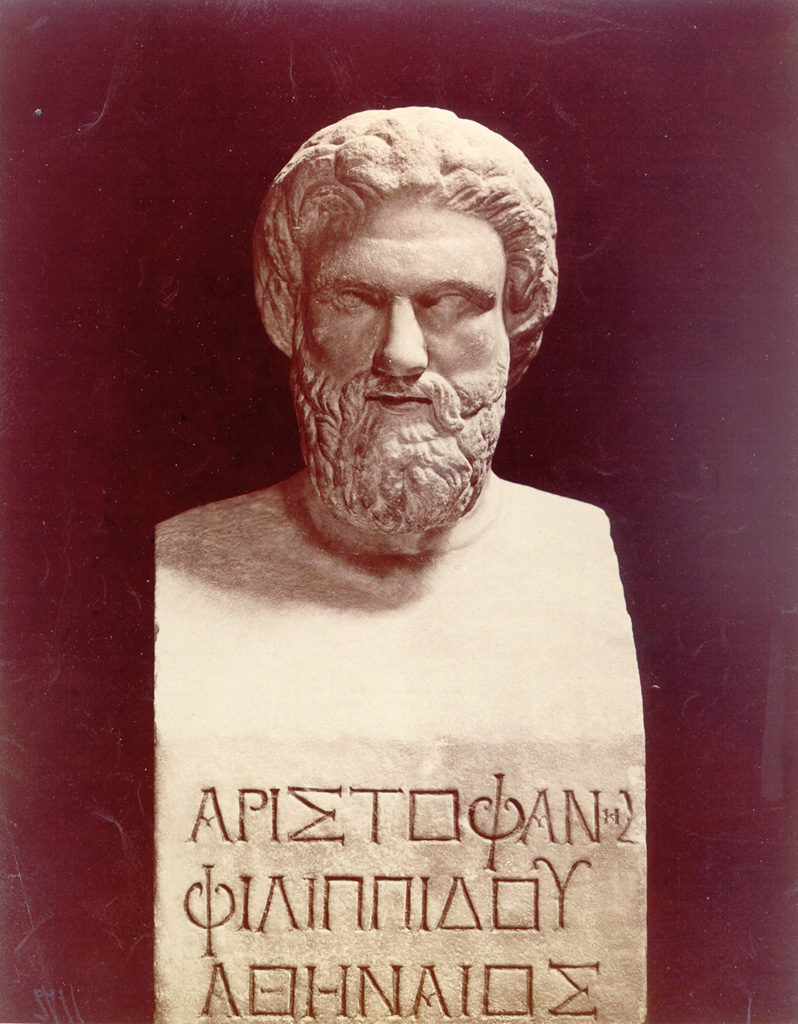
Aristofane

- Aristofane, commediografo greco antico
- Aristofane di Bisanzio, filologo greco antico